# Вагаршапат (футбольный клуб)
Футбольный клуб «Вагаршапа́т» (арм. Ֆուտբոլային Ակումբ „Վաղարշապատ“ Էջմիածին) — армянский футбольный клуб из одноимённого города. Основан в 1967 году.

## Прежние названия
- 1967—1988: «Аракс» Эчмиадзин
- 1988—1992: «Звартноц» Эчмиадзин
- 1992—1993: «Звартноц» Вагаршапат
- 1993—1997: СКА-«Араи» Вагаршапат
- 2003—2005: «Вагаршапат»

## История
До проведения независимого чемпионата Армении клуб нигде себя толком не смог проявить. Лишь с 1990 года начался его профессиональный этап во второй лиге СССР, где им было занято 7-е место.
С 1992 года команда выступала в Высшей лиге Армении, заняв по итогам дебютного сезона 10-е место и забронировав право остаться в элите на следующий год.
В Кубке Армении клуб дошёл до 1/4 финала и уступил «Вану» (Ереван) со счётом 0:2. Эти результаты остались лучшими в истории выступлений команды в футбольных турнирах независимой Армении.
Последующие 13-е, а за ним и 14-е места опустили клуб в Первую лигу, где он и продолжил свои выступления. В неофициальном первенстве 1995 года команда заняла 3-е место и получила малые бронзовые медали. Однако через 2 года она отказалась от участия в соревнованиях.
Возрождение клуба произошло спустя 6 лет под новым названием «Вагаршапат», став ярким событием в Первой лиге. По итогам сезона команде были вручены серебряные медали малого достоинства, но 2-е место по действовавшему на тот момент регламенту не позволило выйти в Премьер-лигу.
В сезоне-2004 было занято 4-е место, в сезоне-2005 — 8-е место. Именно 2005 год стал последним в недолгом периоде возрождения клуба, после окончания которого он вновь был расформирован.

## Достижения
Серебряный призёр Первой лиги (1)2003
Бронзовый призёр Первой лиги (1)1995

## Главные тренеры клуба
- В. Егиазарян (1990)[1]
- Самвел Айвазян (1991)
- Аркадий Андриасян (1992—1993)
- Ашот Мартиросян (1993)
- Рудик Аванесян (1993)
- Гевонд Погосян (1994)